# Foel Drygarn
Foel Drygarn ("A colina dos três marcos") é um forte da Idade do Ferro, dentro do qual estão três cemitérios da Idade do Bronze. O local encontra-se a cerca de 1.5 mi (2 km) a oeste da vila de Crymych em Pembrokeshire, no País de Gales. É um monumento marcado.

## Descrição
A colina, a mais a leste das colinas Preseli, pode ser vista a quilómetros de distância, e o forte foi provavelmente um centro importante durante a sua época. Uma defesa interna no cume abrange 1.2 ha (3.0 acres); fora dele estão as defesas construídas em estágios posteriores no lado norte e leste. Cada uma é uma muralha única de pedra e terra; também há vestígios de uma vala fora da muralha interna.
Dentro da defesa interna estão três marcos de pedra, considerados como túmulos da Idade do Bronze. No forte, existem pelo menos 227 plataformas de cabanas. Os vestígios representam um longo período de ocupação da fortaleza, sendo que nem todas as habitações estavam a ser utilizadas ao mesmo tempo. Os seus construtores evidentemente respeitaram os seus predecessores da Idade do Bronze, já que os marcos não foram saqueados para reaproveitar as pedras.
Sabine Baring-Gould, ao escavar o local em 1899, encontrou cerâmica da Idade do Ferro e romana, contas de vidro e muitas pedras de fundíbulo.